# 구조와 기관
사회과학에서는 인간의 행동을 형성하는 데 있어 구조나 기관의 우선성에 대한 지속적인 논쟁이 이뤄지고 있다. 구조는 사용 가능한 선택과 기회에 영향을 미치거나 제한하는 반복적인 패턴 배열을 뜻한다. 대리인은 개인이 독립적으로 행동하고 자신의 자유로운 선택을 할 수 있는 능력을 말한다. 구조와 대리인에 관한 논쟁은 개인이 자유로운 대리인으로서 행동하는지, 사회 구조에 의해 지시되는 방식으로 행동하는지를 결정함에 있으며, 자율성에 반대하는 사회화의 문제로 이해할 수 있다.

## 구조, 사회화 및 자율성
구조나 기관의 우선권에 대한 논쟁은 고전과 현대 사회학 이론의 중심에 있는 문제와 관련이 있다.
해당되는 문제는 주로 "사회적 세계는 무엇으로 구성되어 있는가?" "사회적 세계의 원인은 무엇이며, 효과는 무엇인가?"" "사회 구조가 개인의 행동을 결정합니까, 아니면 인간의 기관을 결정합니까?"로 이뤄진다.
에밀 뒤르켐과 같은 구조적 기능주의자들은 구조와 계층을 사회의 존재 자체를 확립하는 데 필수적이라고 본다.
대조적으로 칼 마르크스와 같은 이론가들은 사회 구조가 한 사회의 대다수 개인에게 해를 끼칠 수 있다고 강조한다. 두 경우 모두 "구조"는 물질적(또는 "경제적") 및 문화적(즉, 규범, 관습, 전통 및 이념과 관련된)을 의미할 수 있다.
어떤 이론가들은 우리가 우리의 사회적 존재로 알고 있는 것은 사회의 전반적인 구조에 의해 크게 결정된다고 주장한다. 개인의 지각된 기관은 대부분 이 구조의 작동으로 설명될 수 있다. 이 관점에 부합하는 이론적 시스템은 다음과 같다:
- 구조주의
- 기능주의의 몇 가지 형태
- 마르크스주의

이러한 맥락에서 이 모든 학교들은 전체가 부분의 합보다 더 크다는 개념인 전체주의의 형태로 볼 수 있다.
반면에, 다른 이론가들은 그들의 세계를 구성하고 재구성하는 개별 "대리인"의 능력을 강조한다. 이런 의미에서 개인은 시스템보다 더 영향력이 있다고 볼 수 있다. 이 관점에 부합하는 이론적 시스템은 다음과 같다:
- 방법론적 개인주의
- 사회현상학
- 상호작용주의
- 민족방법론

마지막으로, 많은 현대 사회 이론가들에 의해 취해진 세 번째 선택은 이전의 두 입장 사이의 균형점을 찾으려고 시도한다. 그들은 구조와 기관을 보완적인 힘으로 본다. 구조는 인간의 행동에 영향을 미치며, 인간은 그들이 사는 사회 구조를 바꿀 수 있다. 구조 문제는 이 관점의 중요한 예 중 하나이다.
(사회 구조의 중요성을 강조하는) 첫 번째 접근법은 고전 사회학에서 지배적이었다. 이론가들은 참석한 개인들의 합으로 간단히 설명할 수 없는 사회 세계의 독특한 측면들을 보았다. Durkheim은 집단이 그 자체의 출현적인 특성을 가지고 있다고 강하게 믿었고 이 출현을 다룰 과학의 필요성을 보았다. 그러나 두 번째 접근법(방법론적 개인주의 등)은 사회과학에서도 잘 정립된 위치를 차지하고 있다. 많은 이론가들은 여전히 이 과정을 따른다(예를 들어, 경제학자들은 어떤 종류의 전체주의도 무시하는 경향이 있다).
따라서 중심 논쟁은 방법론적 전체주의 개념에 전념하는 이론가들과 방법론적 개인주의에 헌신하는 이론가들을 겨루게 한다. 첫 번째 개념인 방법론적 전체주의는 행위자들이 사회화되고 사회적 구조와 제도에 포함되어 개인의 행동에 대한 성향과 능력을 제한하거나 가능하게 하고 일반적으로 형성하며, 이러한 사회 구조가 가장 중요하고 중요하게 여겨져야 한다는 생각이다. 두 번째 개념인 방법론적 개인주의는 행위자가 사회 시스템의 중심 이론적, 존재론적 요소이며, 사회 구조는 상호 작용하는 개인의 행동과 활동의 결과이자 결과인 착시 현상이라는 생각이다.

## 주요 이론가

### Georg Simmel(게오르그 지멜)
게오르크 지멜 (1858–1918)은 독일 비긍정주의 사회학자들 중 한 명이다. 그의 연구는 사회 구조와 기관의 개념을 개척했다. 오늘날 그의 가장 유명한 작품은 메트로폴리스와 정신 생활 그리고 돈의 철학을 포함한다.

### Norbert Elias(노버트 엘리아스)
노르베르트 엘리아스 (1897–1990)는 시간이 지남에 따라 힘, 행동, 감정, 그리고 지식 사이의 관계에 초점을 맞춘 연구를 한 독일 사회학자였다. 그는 프로세스 사회학 또는 형상 사회학이라고 불리는 것을 상당히 형성했다.

### Talcott Parsons(탤컷 파슨스)
탤컷 파슨스 (1902–1979)는 미국의 사회학자이자 1930년대부터 사회학에서 행동 이론의 주요 이론가였다. 그의 작품들은 사회 구조를 분석하지만 그것의 이론적 제스처를 생활 시스템과 사이버네틱 계층 구조의 아이디어에 기반한 시스템 이론적 프레임워크로 코드화함으로써 자발적 행동과 규범적 제도화의 패턴을 통해 분석한다. 파슨스의 경우 구조-기관 문제가 없으나 사이비 문제가 존재했다. 막스 베버의 수단-목적 행동 구조에 대한 그의 발전은 도구적이고 가치-합리적인 행동으로 요약된다

### Pierre Bourdieu(피에르 부르디외)
피에르 부르디외 (1930–2002)는 1972년 습관의 개념을 제시한 실천 이론의 개요를 시작으로 많은 출판물에서 기관과 구조 사이의 관계에 대한 이분법적 이해에 대한 실천 이론을 제시한 프랑스 이론가이다. 그의 책 "구별: 맛의 판단에 대한 사회 비평 (1979)"은 국제 사회학 협회에 의해 20세기의 가장 중요한 사회학 작품 10개 중 하나로 선정되었다.
부르디외의 작품의 핵심 개념은 습관, 장 이론, 자본이다. 에이전트는 사회적 영역에서 진화하는 역할과 관계의 집합인 "현장"에서 사회화되며, 여기서 위신이나 재정 자원과 같은 다양한 형태의 "자본"이 걸려 있다. 에이전트는 현장에서 자신의 위치에 따라 역할과 관계를 수용함에 따라 해당 도메인에서 운영하기 위한 관계와 기대치를 내재화한다. 이러한 내면화된 관계와 습관적인 기대와 관계는 시간이 지남에 따라 습관을 형성한다.
부르디외의 작업은 외부 구조가 습관으로 내재화되는 반면 에이전트의 행동은 현장의 사회적 관계로 행위자들 간의 상호 작용을 외부화하기 때문에 구조와 대리인을 조화시키려고 시도한다. 그러므로 부르디외의 이론은 "내부 외부화"와 "외부화" 사이의 변증법이다.

### Berger and Luckmann(버거와 루크만)
Peter L. Berger와 Thomas Luckmann은 그들의 '현실의 사회적 구성(1966)'에서 구조와 기관 사이의 관계를 변증법적으로 보았다. 사회는 사회를 창조하는 개인을 형성한다 – 지속적인 순환을 형성한다.

### James Coleman(제임스 콜먼)
사회학자 제임스 새뮤얼 콜먼은 일반적으로 콜먼의 보트라고 불리는 것에서 거시사회학적 현상과 개인의 행동 사이의 연관성을 도표화한 것으로 유명하다. 매크로 레벨 현상은 개인에 의한 특정 행동을 선동하여 후속 매크로 레벨 현상을 초래하는 것으로 설명된다. 이러한 방식으로, 개별적인 행동은 거시 사회학적 구조를 참조하여 취하며, 많은 개인에 의한 그 행동은 거시 구조에 변화를 초래한다.

### Anthony Giddens(앤서니 기든스)
현대 사회학은 일반적으로 개념으로서 구조와 기관의 조화를 목표로 한다. 앤서니 기든스는 'The Constitution of Society(1984)'와 같은 작품에서 구조 이론을 발전시켰다. 그는 구조와 대리의 이원론을 넘어서려는 발전된 시도를 제시하고 사회 구조가 사회적 행동의 매개체이자 결과인 "구조의 이중성"과 "평등한 존재론적 지위"를 가진 상호 구성적 실체로서의 대리인과 구조를 주장한다. 기든스의 경우, 규범 시스템으로서의 구조와 에이전트의 일반적인 상호 작용을 구조라고 설명한다. 반사성이라는 용어는 사회 구조에서 의식적으로 자신의 위치를 바꾸는 에이전트의 능력을 나타내기 위해 사용된다. 따라서 세계화와 '포스트 전통' 사회의 출현은 "더 큰 사회 반사성"을 허용한다고 말할 수 있다. 그러므로 사회과학과 정치과학은 중요하다. 왜냐하면 사회지식은 자기지식으로서 잠재적으로 해방적이기 때문이다.

### Klaus Hurrelmann(클라우스 후렐만)
구조와 기관에 대한 연구에 대한 그의 접근은 사회화 이론으로 특징지어진다. 이론의 핵심은 개인과 자유와 자율에 대한 갈망, 그리고 질서와 구조에 대한 압력을 가진 사회 사이의 평생의 상호작용이다. 그가 그의 "현실의 생산적 처리 모델(PPR)"에서 언급했듯이, 성격은 "사회로부터 독립적으로 어떠한 기능이나 차원도 형성되지 않고, 구체적이고 역사적으로 전달된 삶의 세계에서 수명의 전체 공간에 걸쳐 지속적으로 형성되고 있다." PPR 모델은 주관적으로 흡수되고 처리되어야 하는 사회적, 생태적 맥락에 인간 주체를 배치한다. 자율적 주체로서의 인간은 사회통합과 개인화의 과정을 조화시키는 평생의 과제를 가지고 있다. 이 작업은 해당 연령 및 달성된 발달 단계("개발 작업")에 대해 일반적인 특정 단계에서 숙달된다.

### Roberto Unger(로베르토 웅거)
사회 이론가이자 법률 철학자인 Roberto Mangabeira Unger는 구조와 관련하여 대리의 이러한 문제를 해결하기 위해 부정적인 능력의 논문을 개발했다. 거짓 필연성에 대한 그의 연구에서, 또는 반필수성 사회 이론에서 웅거는 구조의 제약과 그것의 형성이 개인에게 미치는 영향을 인식하지만, 동시에 개인은 그들의 맥락에 저항하고, 부정하고, 초월할 수 있다는 것을 발견한다. 이 저항의 다양한 종류는 음의 능력이다. 다른 구조 이론과 대리 이론과 달리 부정적인 능력은 개인을 복종이나 반항이라는 이중적인 능력만을 가진 단순한 행위자로 전락시키지 않고 오히려 그 또는 그녀가 다양한 자기 권한 부여 활동에 참여할 수 있다고 본다.

## 최근 발달
토론의 최근 발전은 로이 바스카의 사회적 행동의 변형 모델(TMSA)에 구체화된 비판적 현실주의 구조/기관 관점이며, 그는 나중에 4개의 평면 사회적 존재에 대한 개념으로 확장했다. Giddens의 구조 이론과 TMSA의 주요 차이점은 TMSA가 시간적 요소(시간)를 포함한다는 것이다. TMSA는 토니 로슨(Tony Lawson)의 경제학과 마가렛 아처의 사회학과 같은 추가적인 저자들에 의해 다른 사회과학 분야에서 더욱 옹호되고 적용되었다. 2005년, 경영학 저널은 비판적 현실주의의 장점에 대해 논의했다.
미국 농촌 지역 공동체의 Kenneth Wilkinson은 공동체의 출현에 기여하는 공동체 기관의 역할에 초점을 맞춘 대화형/현장 이론적 관점을 취했다. 
비판적 심리학을 틀로 하여, 덴마크의 심리학자 올레 드레이어는 그의 책 "일상생활에서의 심리치료"에서 우리는 사람들을 이러한 사회적 관행을 재생산하거나 바꿀 수 있는 사회적 관행의 참여자로 가장 잘 개념화할 수 있다고 제안한다. 이것은 참가자들이 연습과 구조가 공동으로 만들어지기 때문에, 그리고 참가자들이 사회적 실천에 참여하는 경우에만 그렇게 불릴 수 있기 때문에, 참가자들이나 사회적 실천을 고립된 상태로 볼 때 이해될 수 없다는 것을 나타낸다.
Nicos Mouzelis의 사회학 이론과 같은 기여와 함께 구조/기관 논쟁은 계속 진화하고 있다: 무엇이 잘못되었는가? 그리고 마가렛 아처의 현실주의 사회 이론: 형태유전학적 접근법은 구조/기관 이론의 지속적인 발전을 지속적으로 추진한다. Mutch(2010)의 정보 시스템 작업은 Arch의 Realist Social Theory와 Robert Archer(2018)의 교육 정책 및 조직 이론 분야에서의 적용을 강조했다. 기업가 정신에서 Sarason et al.과 Mole and Mole(2010)의 논의는 Archer의 이론을 사용하여 새로운 사업 조직을 시작하는 것은 사회 구조와 기관의 맥락에서 이해되어야 한다고 주장함으로써 구조를 비판했다. 그러나 이것은 구조에 대한 사람의 관점에 따라 달라지는데, Giddens와 Archer는 다르다. 따라서 사회 현실의 계층이 서로 다른 존재론을 가지고 있다면 이원론으로 보아야 한다. 게다가, 에이전트는 인과적인 힘과 실수로 실행하려고 하는 궁극적인 우려를 가지고 있다. 이들은 사회의 구조와 그 안에 있는 주체들 사이의 상호작용에 대한 연구로서 기업가정신을 제안한다.

## 유럽과 미국 사상가 사이의 접근 방식의 차이
구조-기관 논쟁이 사회 이론의 중심적인 문제가 되어 왔고, 최근의 이론적 화해 시도들이 이루어졌지만, 구조-기관 이론은 유럽 이론가들에 의해 유럽 국가들에서 더 발전하는 경향이 있었다, 반면에 미국의 사회 이론가들은 거시사회학적 관점과 미시사회학적 관점 사이의 통합 문제에 초점을 맞추는 경향이 있었다. George Ritzer는 그의 책 "Modern Socialology Theory"(2000)에서 이러한 문제를 더 자세히 검토하고 구조 기관 논쟁을 조사한다.

## 같이 보기
- 행위자 연결망 이론
- 토대와 상부구조
- 자유의지
- 영웅사관
- 본성 대 양육
- 본인-대리인 문제

## 참고
- 액터-네트워크 이론
- 기초 및 상부구조
- 자유 의지
- 위인론
- 자연 대 양육
- 주인-대리인 문제

## 참조

### 문헌
- Archer, Margaret S. (1995). 《Realist Social Theory: The Morphogenetic Approach》. Cambridge, England: Cambridge University Press. doi:10.1017/CBO9780511557675. ISBN 978-0-521-48176-2.
- Archer, Robert (2018). 《Education Policy and Realist Social Theory: Primary Teachers, Child-Centred Philosophy and the New Managerialism》. London & New York: Routledge. doi:10.4324/9780203166536. ISBN 978-0-415-26839-4.
- Barker, Chris (2005). 《Cultural Studies: Theory and Practice》. London: Sage. ISBN 978-0-7619-4156-9.
- Berger, Peter L.; Luckmann, Thomas (1966). 《The Social Construction of Reality: A Treatise in the Sociology of Knowledge》. Garden City, New York: Anchor Books. ISBN 978-0-385-05898-8.
- Bhaskar, Roy (2008). 《Dialectic: The Pulse of Freedom》. London: Routledge.
- ———  (2014). 《The Possibility of Naturalism: A Philosophical Critique of the Contemporary Human Sciences》 4판. London: Routledge. ISBN 978-1-138-79889-2.
- Bourdieu, Pierre (1977). 《Outline of a Theory of Practice》. Cambridge, England: Cambridge University Press (2013에 출판됨). doi:10.1017/CBO9780511812507. ISBN 978-0-511-81250-7.
- ———  (1990). 《The Logic of Practice》. Cambridge, England: Polity Press.
- Contu, Alessia; Willmott, Hugh (2005). “You Spin Me Round: The Realist Turn in Organization and Management Studies”. 《Journal of Management Studies》 42 (8): 1645–1662. doi:10.1111/j.1467-6486.2005.00560.x. ISSN 1467-6486.
- Dreier, Ole (2008). 《Psychotherapy in Everyday Life》. Cambridge, England: Cambridge University Press.
- Gauntlett, David (2002). 《Media, Gender, and Identity: An Introduction》. London: Routledge (2004에 출판됨). ISBN 978-0-415-18960-6.
- Giddens, Anthony (1984). 《The Constitution of Society》. Cambridge, England: Polity Press.
- Hurrelmann, Klaus (1988). 《Social Structure and Personality Development》. Cambridge, England: Cambridge University Press (2009에 출판됨). ISBN 978-0-521-35747-0.
- Jary, David; Jary, Julia Jary (1995). 《Collins Dictionary of Sociology》 2판. Glasgow: HarperCollins. ISBN 978-0-00-470804-1.
- Lawson, Tony (1997). 《Economics and Reality》. London: Routledge.
- Lovin, Robin W.; Perry, Michael J., 편집. (1990). 《Critique and Construction: A Symposium on Roberto Unger's Politics》. Cambridge, England: Cambridge University Press.
- Mole, Kevin F.; Mole, Miranda (2010). “Entrepreneurship as the Structuration of Individual and Opportunity: A Response Using a Critical Realist Perspective” (PDF). 《Journal of Business Venturing》 25 (2): 230–237. doi:10.1016/j.jbusvent.2008.06.002. ISSN 0883-9026.
- Mouzelis, Nicos (1995). 《Sociological Theory: What Went Wrong?》. London: Routledge. ISBN 9780415076944.
- Mutch, Alistair (2010). “Technology, Organization, and Structure – A Morphogenetic Approach”. 《Organization Science》 21 (2): 507–520. doi:10.1287/orsc.1090.0441. ISSN 1526-5455.
- Reed, Michael (2005a). “The Realist Turn in Organization and Management Studies”. 《Journal of Management Studies》 42 (8): 1621–1644. doi:10.1111/j.1467-6486.2005.00559.x. ISSN 1467-6486.
- ———  (2005b). “Doing the Loco-Motion: Response to Contu and Willmott's Commentary on 'The Realist Turn in Organization and Management Studies'”. 《Journal of Management Studies》 42 (8): 1663–1673. doi:10.1111/j.1467-6486.2005.00561.x. ISSN 1467-6486.
- Ritzer, George (2000). 《Modern Sociological Theory》 5판. Boston, Massachusetts: McGraw-Hill. ISBN 978-0-07-229604-4.
- Swartz, David L. (2004). 〈From Critical Sociology to Public Intellectual: Pierre Bourdieu & Politics〉.   Swartz, David L.; Zolberg, Vera L. 《After Bourdieu: Influence, Critique, Elaboration》. Dordrecht, Netherlands: Springer (2005에 출판됨). 333–364쪽. doi:10.1007/1-4020-2589-0_13. ISBN 978-1-4020-2589-1.
- Unger, Roberto Mangabeira (2004). 《False Necessity: Anti-Necessitarian Social Theory in the Service of Radical Democracy》 rev.판. London: Verso. ISBN 978-1-85984-331-4.
- Wilkinson, Kenneth P. (1991). 《The Community in Rural America》. Contributions in Sociology 95. New York: Greenwood Press. ISBN 978-0-313-26467-2.

## 추가 자료
- Archer, Margaret S. (2003). 《Structure, Agency and the Internal Conversation》. Cambridge, England: Cambridge University Press. doi:10.1017/CBO9781139087315. ISBN 978-1-139-08731-5.
- Bhaskar, Roy (1989). 《Reclaiming Reality》. London: Verso. ISBN 9780860912378.
- Bourdieu, Pierre; Wacquant, Loïc J. D. (1992). 《An Invitation to Reflexive Sociology》. Chicago: University of Chicago Press. ISBN 978-0-226-06741-4.
- Elias, Norbert (1978). 《What Is Sociology?》. London: Hutchinson.
- Giddens, Anthony (1976). 《New Rules of Sociological Method》.
- Ritzer, George; Gindoff, Pamela (1992). “Methodological Relationism: Lessons for and from Social Psychology”. 《Social Psychology Quarterly》 55 (2): 128–140. doi:10.2307/2786942. ISSN 0190-2725. JSTOR 2786942.
- Turner, Jonathan H. (1991). 《The Structure of Sociological Theory》 5판. Belmont, California: Wadsworth Publishing Company.
- Unger, Roberto Mangabeira (1987). 《Social Theory: Its Situation and Its Task》. Cambridge, England: Cambridge University Press. ISBN 9780521329750.